# Paleoparasitologia
A Paleoparasitologia é uma ciência que tem como objetivo primário a identificação de agentes patogênicos que, provavelmente, afetaram nossos ancestrais.
Faz isso recorrendo a técnicas fenotípicas e genotípicas, as quais permitem uma melhor compreensão das possíveis doenças e problemas de natureza epidemiológica que ocorreram no passado. O estudo paleoparasitológico permite descobrir vestígios de hábitos e costumes bem como detectar as raízes de diferentes formas de infecção que faziam parte da vida de povos ancestrais.  
Através desses estudos podemos elucidar as migrações humanas e seus costumes, bem como as rotas de transmissão das doenças no passado, inclusive podendo sugerir a natureza filogenética ou ambiental de um determinado patógeno o que auxiliaria estudos atuais de biologia básica.
A expressão paleoparasitologia foi criada em 1979, pelo Dr. Luiz Fernando Ferreira, Médico parasitologista e pesquisador da Fundação Oswaldo Cruz. A paleoparasitologia tem como objetivo primário o reconhecimento de agentes parasitários que provavelmente afetaram nossos ancestrais, permitindo uma melhor compreensão dos variados hábitos e costumes envolvidos nos processos saúde-doença ocorridos no passado, possibilitando desta forma, a detecção das raízes de diferentes infecções, bem como as rotas de dispersão destes agentes entre povos e ambientes. O diagnóstico de doenças em populações extintas pode ser baseado em diversos parâmetros, como anormalidades em registros ósseos, tecidos e marcadores biológicos detectados em coprólitos. Os coprólitos (gr. copros = fezes; litos = pedra) que servem de vasta fonte para essas pesquisas, são fezes ancestrais conservadas naturalmente pela dessecação ou mineralização, que mantém muitas vezes vestígios físicos ou mesmo moleculares de organismos que estiveram presentes nos intestinos dos indivíduos ou animais que os originaram. Esse material, além de informações gerais sobre a saúde, também pode prover subsídios sobre a dieta e práticas de agricultura possibilitando recuperar grande parte das informações sobre o paleoambiente, e permitindo o estabelecimento até mesmo de parte da cadeia alimentar entre os organismos.
Saiba mais sobre o tema na revisão: http://www.iptsp.ufg.br/download/2006_36(2)87_102.pdf ou no artigo Paleoparasitologia no Brasil disponível em: http://www.scielo.br/pdf/csc/v7n1/a18v07n1.pdf